# Сура Аз-Зальзаля
Сура Аз-Зальзаля (араб. سورة الزلزلة‎) або Землетрус — дев'яносто дев'ята сура Корану. Мединська, містить 8 аятів.

## Текст
Переклад Михайла Якубовича

1. Коли струснеться земля, здригаючись,
2. і виштовхне з себе те, що в ній є,
3. то спитає людина: «Що сталося з нею?»
4. У той День земля розповість усе, що відомо їй,
5. бо ж Господь твій відкрив їй те!
6. У той День люди вийдуть з могил юрбами, щоб побачити свої вчинки.
7. Хто зробив добра на вагу порошинки — побачить його!
8. Хто зробив зла на вагу порошинки — побачить його!